# Torgfjorden
Torgfjorden er en fjord i Brønnøy kommune i Nordland fylke i Norge. Fjorden ligger syd og  øst for Brønnøysund og øst for øen Torget hvor Torghatten ligger. Fjorden har indløb mellem Torgværet i vest og Sømnesøya i øst og går 19 kilometer mod nordøst til Skille i bunden af fjorden. Torghatten ligger på vestsiden lige indenfor indløbet. Der ligger mange øer og skær ind gennem  fjorden. Svennøya og Kjølsøya er to af dem og på sydøstsiden af disse ligger Skillbotnfjorden.
Brønnøysund  og Brønnøysund Lufthavn ligger på vestsiden af fjorden, nord for Svennøya. Fylkesvej 17 går langs østsiden af fjorden, mens Fylkesvej 54 går langs dele af vestsiden.